# Trévillers
Trévillers és un municipi francès situat al departament del Doubs i a la regió de Borgonya - Franc Comtat. L'any 2007 tenia 478 habitants.

## Demografia

### Població
El 2007 la població de fet de Trévillers era de 478 persones. Hi havia 196 famílies de les quals 48 eren unipersonals (24 homes vivint sols i 24 dones vivint soles), 68 parelles sense fills, 68 parelles amb fills i 12 famílies monoparentals amb fills.
La població ha evolucionat segons el següent gràfic:
Habitants censats

### Habitatges
El 2007 hi havia 220 habitatges, 197 eren l'habitatge principal de la família, 9 eren segones residències i 13 estaven desocupats. 157 eren cases i 62 eren apartaments. Dels 197 habitatges principals, 134 estaven ocupats pels seus propietaris, 59 estaven llogats i ocupats pels llogaters i 4 estaven cedits a títol gratuït; 3 tenien una cambra, 8 en tenien dues, 21 en tenien tres, 42 en tenien quatre i 123 en tenien cinc o més. 170 habitatges disposaven pel capbaix d'una plaça de pàrquing. A 88 habitatges hi havia un automòbil i a 92 n'hi havia dos o més.

### Piràmide de població
La piràmide de població per edats i sexe el 2009 era:
| Homes | Edats   | Dones |
| ----- | ------- | ----- |
| 0     | 95 o +  | 0     |
| 0     | 90 a 94 | 0     |
| 0     | 85 a 89 | 4     |
| 8     | 80 a 84 | 12    |
| 4     | 75 a 79 | 12    |
| 4     | 70 a 74 | 4     |
| 8     | 65 a 69 | 4     |
| 8     | 60 a 64 | 20    |
| 12    | 55 a 59 | 0     |
| 20    | 50 a 54 | 12    |
| 8     | 45 a 49 | 20    |
| 16    | 40 a 44 | 12    |
| 12    | 35 a 39 | 20    |
| 16    | 30 a 34 | 20    |
| 16    | 25 a 29 | 4     |
| 16    | 20 a 24 | 12    |
| 28    | 15 a 19 | 12    |
| 12    | 10 a 14 | 20    |
| 32    | 5 a 9   | 8     |
| 8     | 0 a 4   | 12    |

## Economia
El 2007 la població en edat de treballar era de 319 persones, 257 eren actives i 62 eren inactives. De les 257 persones actives 245 estaven ocupades (139 homes i 106 dones) i 12 estaven aturades (3 homes i 9 dones). De les 62 persones inactives 22 estaven jubilades, 18 estaven estudiant i 22 estaven classificades com a «altres inactius».

### Ingressos
El 2009 a Trévillers hi havia 200 unitats fiscals que integraven 502 persones, la mediana anual d'ingressos fiscals per persona era de 21.094 €.

### Activitats econòmiques
Dels 24 establiments que hi havia el 2007, 3 eren d'empreses alimentàries, 1 d'una empresa de fabricació de material elèctric, 1 d'una empresa de fabricació d'altres productes industrials, 4 d'empreses de construcció, 6 d'empreses de comerç i reparació d'automòbils, 2 d'empreses de transport, 2 d'empreses d'hostatgeria i restauració, 1 d'una empresa immobiliària, 2 d'empreses de serveis, 1 d'una entitat de l'administració pública i 1 d'una empresa classificada com a «altres activitats de serveis».
Dels 6 establiments de servei als particulars que hi havia el 2009, 1 era una oficina de correu, 1 taller de reparació d'automòbils i de material agrícola, 1 guixaire pintor, 1 fusteria, 1 electricista i 1 restaurant.
Dels 2 establiments comercials que hi havia el 2009, 1 era una botiga de menys de 120 m² i 1 una fleca.
L'any 2000 a Trévillers hi havia 19 explotacions agrícoles.

## Equipaments sanitaris i escolars
El 2009 hi havia una escola elemental integrada dins d'un grup escolar amb les comunes properes formant una escola dispersa.

## Poblacions més properes
El següent diagrama mostra les poblacions més properes.